# Министерство экономики, образования и науки Швейцарии
Министерство экономики, образования и науки Швейцарии или Федеральный департамент экономики, образования и науки (фр. Département fédéral de l'économie, de la formation et de la recherche; нем. Eidgenössisches Departement für Wirtschaft, Bildung und Forschung; итал. Dipartimento federale dell'economia, della formazione e della ricerca, романш. Departament federal d'economia, furmaziun e retschertga) является одним из семи министерств (департаментов) федерального правительства Швейцарии, возглавляемым членом Федерального совета. 
В Федеральном департаменте экономики занято более 2000 человек. Задачей Департамента является обеспечение оптимальных условий для работодателей и предпринимателей, промышленности, малых и средних предприятий, а также международных корпораций. Департамент контролирует и сопровождает экономические решения и их реализацию, поддерживает отправные точки экономической и научно-исследовательской политики, повышая глобальную конкуренцию Швейцарии.

## История изменения названия
Департамент был создан как «Департамент торговли и сборов». С тех пор он был переименован несколько раз. Предыдущие названия:
- 1848—1872 гг. — Департамент торговли и сборов,
- 1873—1878 гг. — Департамент путей сообщения и торговли,
- 1879—1887 гг. — Департамент торговли и земледелия,
- 1888—1895 гг. — Департамент промышленности и земледелия,
- 1896—1914 гг. — Департамент торговли, промышленности и земледелия,
- 1915—1978 гг. — Департамент общественной экономики,
- 1979—1997 гг. — Федеральный департамент общественной экономики,
- 1998—2012 гг. — Федеральный департамент экономики,
- С 2013 г. — Федеральный департамент экономики, образования и науки.

## Структура
Департамент состоит из следующих подразделений:
- Генеральный секретариат.
  - Управление по делам потребителей.
  - Агентство по делам государственной службы.
- Государственный секретариат по экономике[англ.].
- Федеральное ведомство по сельскому хозяйству.
- Федеральное ведомство по профессиональному образованию и технологиям.
- Федеральная ветеринарная служба.
- Управление по делам интеграции.
- Федеральное ведомство по национальному экономическому снабжению.
- Федеральное жилищное управление.

В состав департамента входят следующие независимые органы:
- Управляющий ценами (ответственный за надзор над регулируемыми ценами).
- Конкурсная комиссия (швейцарский регулятор конкуренции).
- Швейцарский Федеральный институт профессионального образования и обучения (обеспечивает подготовку профессиональных специалистов образования).

## Список глав департамента
| - 1848—1853: Фридрих Фрей-Эрозе - 1854: Вильгельм Матиас Нефф - 1855: Мартин Мунцингер - 1855—1856: Констан Форнеро - 1857: Йозеф Мартин Кнюзель - 1858: Констан Форнеро - 1859—1860: Йозеф Мартин Кнюзель - 1861—1866: Фридрих Фрей-Эрозе - 1867—1873: Вильгельм Матиас Нефф - 1873—1874: Иоганн Якоб Шерер - 1875—1877: Карл Шенк - 1878: Йоахим Хеер - 1879—1880: Нюма Дро - 1881: Луи Рюшонне - 1882—1886: Нюма Дро - 1887—1896: Адольф Дойхер - 1897: Адриен Лашеналь - 1898—1902: Адольф Дойхер - 1903: Людвиг Форрер | - 1904—1908: Адольф Дойхер - 1909: Йозеф Антон Шобингер - 1910—1912: Адольф Дойхер - 1912—1934: Эдмунд Шультес - 1934—1940: Герман Обрехт - 1940—1947: Вальтер Штампфли - 1948—1954: Рудольф Рюбаттель - 1955—1959: Томас Холенштейн - 1960—1961: Фридрих Трауготт Вален - 1961—1969: Ханс Шафнер - 1970—1978: Эрнст Бруггер - 1978—1982: Фриц Хонеггер - 1983—1986: Курт Фурглер - 1987—1998: Жан-Паскаль Деламюра - 1998—2002: Паскаль Кушпен - 2003—2006: Жозеф Дейс - 2006—2010: Дорис Лойтхард - 2010—2018: Йоханн Шнайдер-Амманн - С 2019: Ги Пармелен |